# Міранда (роман)
«Міра́нда» (пол. «Miranda») — антиутопічний роман польського письменника Антоні Ланге, вперше опублікований 1924 року в Варшаві.

## Головні персонажі
- Ян Подоблочний — висланець з Польщі, цікавиться окультизмом та спіритизмом
- Міранда — медіум з Варшави шотландського походження, справжнє ім'я — Кетті Дуглас
- Дамаянті — мешканка Міста Сонця на острові Тапробана, кохана Яна Подоблочного

## Сюжет
Події розгортаються в 1915—1919 роках, у Варшаві, Іркутську, Індійському океані та на вигаданому острові Тапробана, куди прибув Ян Подоблочний, тікаючи з Польщі. Головною метою населення острова є життя та самовдосконалення згідно з ідеологією брахманізму. Особливу роль у досягненні цієї мети відіграє невідома речовина Нірвідіум, споживання котрої є справжнім ритуалом. Тутешні мешканці володіють телепатією, левітацією, медіумізмом, а їхніми головними цінностями є анархія, свобода, мир, вільне кохання та неробство. Життя на острові регулюється міністерствами: Кохання, Сили та Мудрості.
На Тапробані Ян Подоблочний закохався в ідеальну жінку на ім'я Дамаянті. Але кохання до звичайної людини суперечило її принципам і, зрештою, Дамаянті принесла себе в жертву, аби досягти вищого рівня духовності. Міранда — шотландська медіум з Варшави, спіритичні сеанси котрої відвідував свого часу і Ян. Вона контактувала з душею Дамаянті та матеріалізувала міфічну Ленору, яку, помираючи, бачив Ян. Тієї хвилі, коли Дамаянті померла, не стало і Міранди. Ян Подоблочний повернувся до Варшави.

## Алюзії

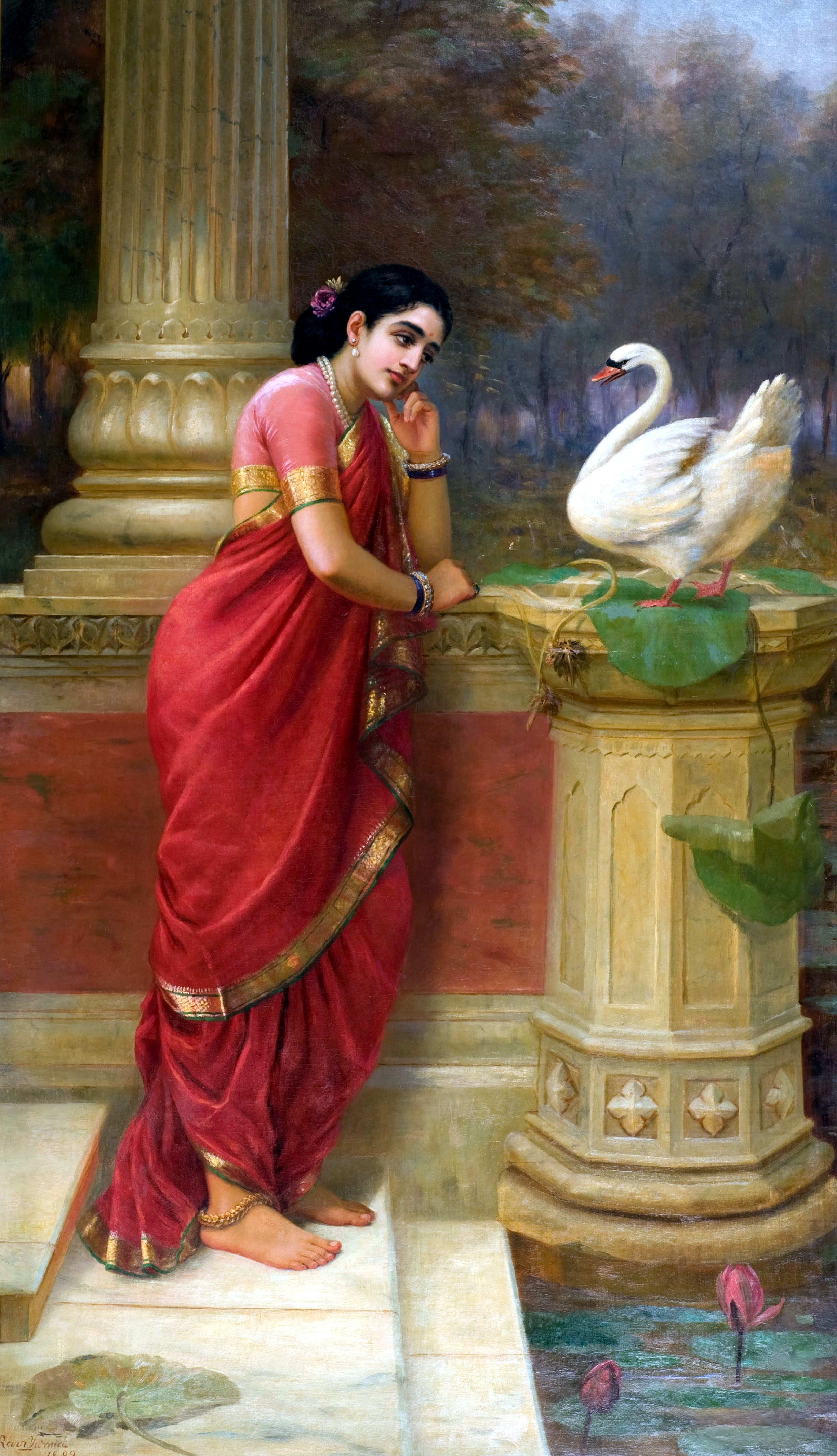
Дамаянті у виконанні Раджи Раві Варми

Роман «Міранда» Антоні Ланге містить низку алюзій:
- Міранда — Міранда із п'єси «Буря» Вільяма Шекспіра
- Дамаянті — небаченої краси дівчина Дамаянті з давньоіндійського епосу «Махабхарата»
- Ленора — героїня віршу «Ленор» Едгара Аллана По
- Нірвідіум — алюзія до прізвища польського письменника Ципріана Каміля Норвіда

Також Ланге відзначав, що сюжет його твору, зокрема, перекликається з романом Герберта Уеллса «Люди як боги»:
|                                                                 | Аби вже повноцінно розрекламувати «Міранду» — зазначу з великою приємністю, що окремі ідеї зустрічаються і в фантазіях Уеллса, у його найсвіжішому творі на тему утопії, за назвою «Люди як боги». Так, наприклад, широке розповсюдження телепатії, спрощене виживання людства, спосіб порозумітися різними мовами і т. д. — зустрічаються як у нього, так і в мене.Оригінальний текст (пол.) Aby już uzupełnić reklamę «Mirandy» — zaznaczę z wielką przyjemnością, że co do niektórych pomysłów spotkałem się z fantazjami Wellsa, w jego najnowszym dziele na temat utopii pt. «Ludzie jak bogowie». Tak np. rozwój powszechny telepatii, przeżywienie uproszczone ludności, sposób porozumiewania się w odrębnych językach itd. — napotyka się zarówno u niego jak i u mnie. |
| — Антоні Ланге. Передмова до 2-го видання «У четвертому вимірі» | |

Сам автор вказував і на спільні риси з «Містом Сонця» Томмазо Кампанелли:
|                                                                 | З різноманіття утопій давніх авторів я обрав шляхетний образ, створений в Місті Сонця Кампанеллою. Історія цієї держави — це історія ілюзій та розчарувань, і, власне, ця моя нова утопія є антиутопією. Тут ми бачимо, що доки людина є напівлюдиною, як то маємо донині, доти не настане regnum humanum.Оригінальний текст (пол.) Z rozmaitych utopij dawnych autorów wybrałem szlachetny obraz, stworzony w Państwie Słonecznym przez Campanellę. Historia tego Państwa to historia złudzeń i rozczarowań i właściwie ta moja nowa utopia jest antyutopią. Widzimy tu, że dopóki człowiek jest półczłowiekiem, jak to mamy po dzień dzisiejszy, dopóty nie nadejdzie regnum humanum. |
| — Антоні Ланге. Передмова до 2-го видання «У четвертому вимірі» | |

## Сприйняття та вплив
Роман «Міранда» Антоні Ланге став класикою польської наукової фантастики, але перше його видання не привернуло значної уваги критиків та читачів. Окремі рецензії та аналізи змісту книги почалися з'являтися лише у 1960-х роках.
Разом з тим дослідники відзначають низку творів, що, на їхню думку, були створені під впливом «Міранди»:
- «Торпеда часу», Антоній Слонімський, 1923
- «Острів Ітонґо» (пол. «Wyspa Itongo»), Стефан Грабінський, 1936
- «Неземні світи» (пол. «Zaziemskie światy»), Владислав Умінський, 1948

## Видання
Роман було перекладено французькою, іспанською, італійською та англійською (1968) мовами.
2014 року Фонд Сучасної Польщі (пол. Fundacja Nowoczesna Polska), в рамках проекту «Wolne Lektury», оцифрував та виклав книгу у вільний доступ, у форматах аудіо та електронної книги.
- Antoni Lange. Miranda. — Warszawa : Przegląd Wieczorny, 1924.
- Antoni Lange. Miranda. — Warszawa : Wydawnictwo Instytutu Wydawniczego Związków Zawodowych, 1984. — 111 с.
- Antoni Lange. Miranda. — Warszawa : Alfa, 1987. — 239 с. — (Dawne fantazje naukowe) — ISBN 8370010717.
- Antoni Lange. Miranda. — Kraków : Universitas, 2002. — 119 с. — (Klasyka Mniej Znana) — ISBN 978-83-242008-1-8.
- Antoni Lange. Miranda. — еКнига. — Warszawa : Fundacja Nowoczesna Polska, 2014. — (Wolne Lektury)
- Antoni Lange. Miranda. — еКнига. — Sandomierz : Armoryka, 2016.